# Yixing Open
Die Yixing Open waren ein Snooker-Minor-Ranglistenturnier, das 2013 und 2014 im Rahmen der Players Tour Championship im Yixing Sports Centre in Yixing, China ausgetragen wurde. Titelträger waren der Engländer Joe Perry und der Chinese Ding Junhui.

## Sieger
| Jahr | Austragungsort              | Sieger      | Ergebnis | Finalist     | Saison  |
| ---- | --------------------------- | ----------- | -------- | ------------ | ------- |
| 2013 | Yixing Yixing Sports Centre | Joe Perry   | 4:1      | Mark Selby   | 2013/14 |
| 2014 | Yixing Yixing Sports Centre | Ding Junhui | 4:2      | Michael Holt | 2014/15 |